# Chiesa di San Sebastiano (Ponta Delgada)
La chiesa di San Sebastiano è una chiesa della città di Ponta Delgada nelle Azzorre.

## Storia
In Saudades da Terra, Gaspar Frutuoso riporta che la chiesa fu costruita sul sito di un eremo preesistente. L'intitolazione a San Sebastiano, patrono della città, si deve agli abitanti di Ponta Delgada dopo una grave pestilenza. I lavori di costruzione della chiesa iniziarono nel 1531 e terminarono intorno al 1547. La chiesa fu oggetto di massicci restauri del corso del XVIII secolo.

## Descrizione

### Interni
La chiesa possiede una pianta a tre navate e un'abside tripartita.

### Esterni
La facciata si divide in tre parti definite da colonne. Nella sezione centrale si apre il portale d'ingresso.

## Galleria d'immagini

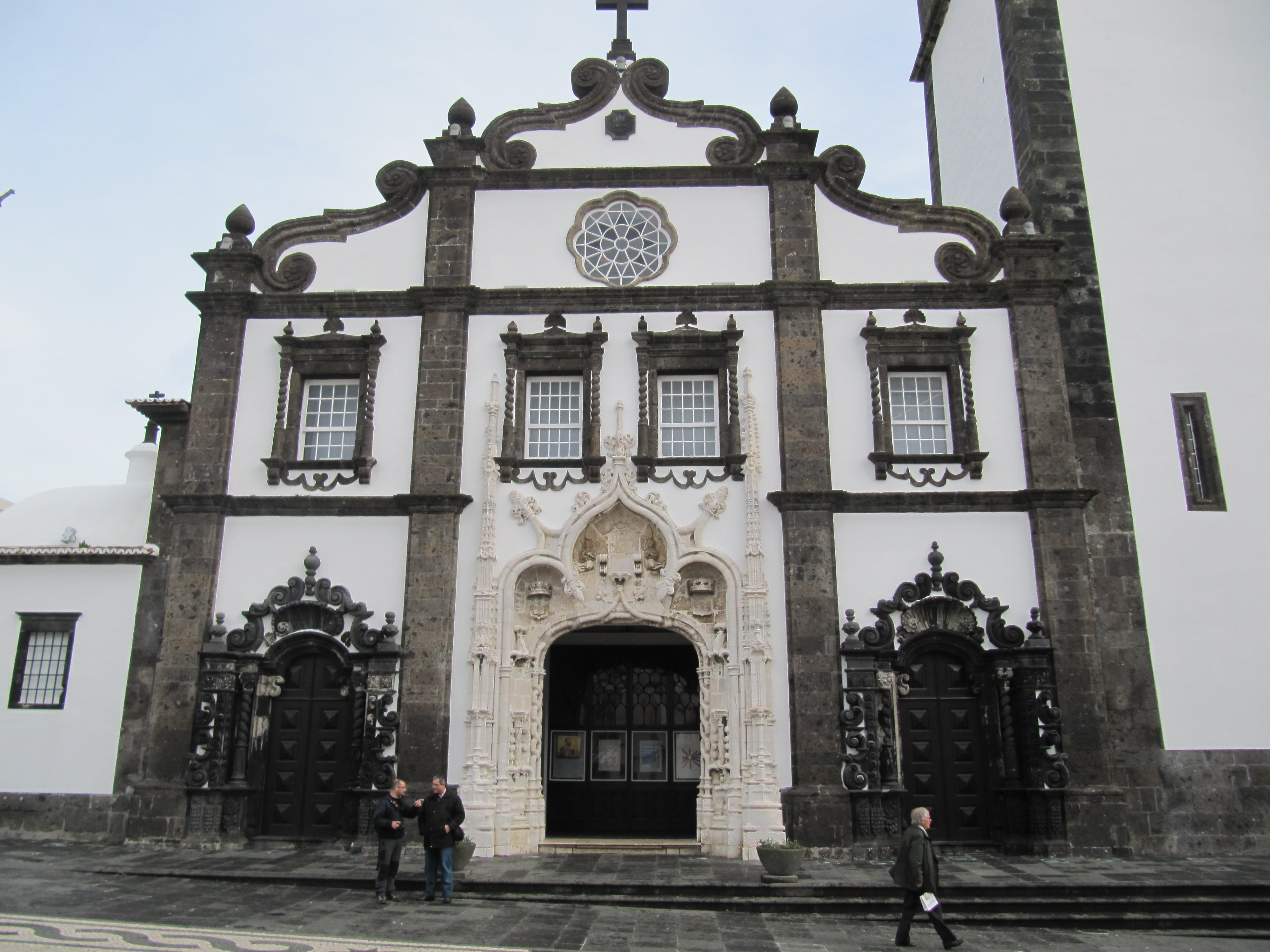
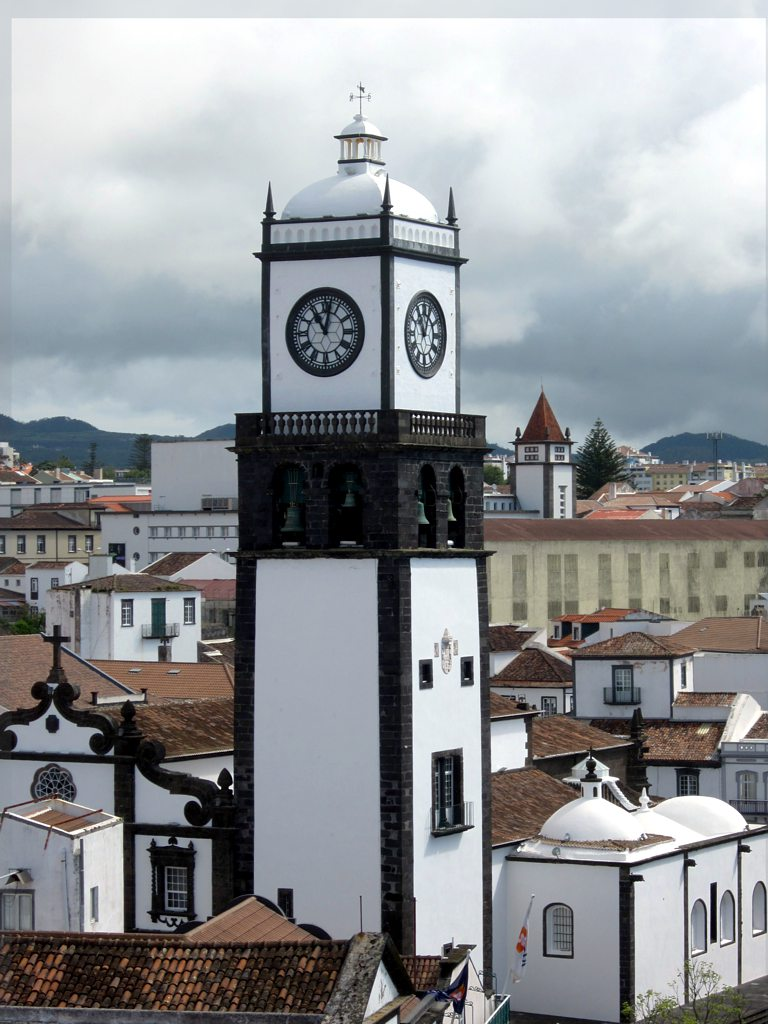
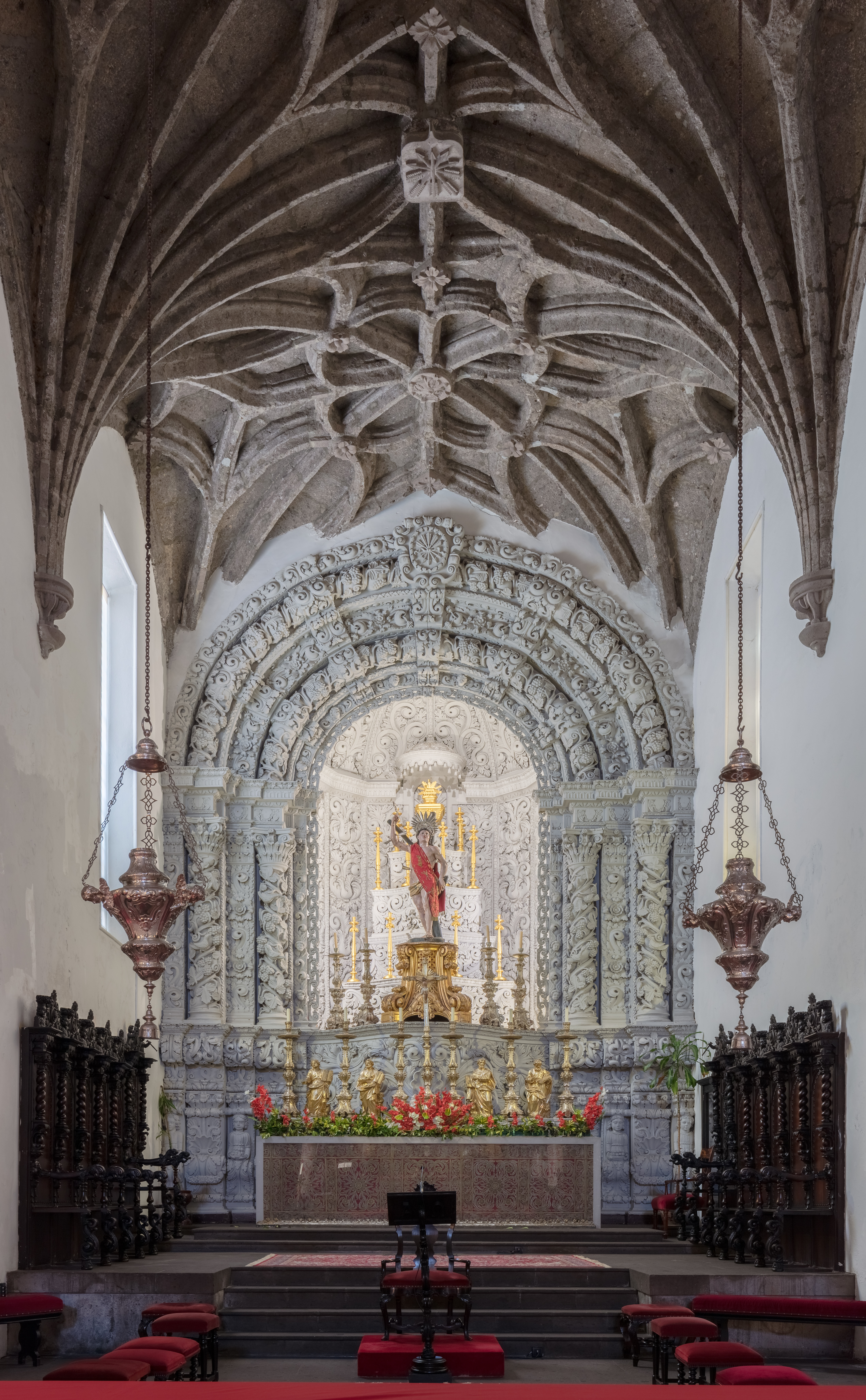